# Pavlová
Pavlová és un poble i municipi d'Eslovàquia que es troba a la regió de Nitra, al sud-oest del país. Compta amb una població de 212 habitants (2022).

## Història
La primera menció escrita de la vila es remunta al 1135.

## Demografia
| Godina             | 1994 | 2004    | 2014    | 2024    |
| ------------------ | ---- | ------- | ------- | ------- |
| Nombre de persones | 323  | 274     | 236     | 205     |
| Diferència         |      | −15,17% | −13,86% | −13,13% |

| Godina             | 2023 | 2024  |
| ------------------ | ---- | ----- |
| Nombre de persones | 200  | 205   |
| Diferència         |      | +2,5% |